# صوفي كاستينشيولد
صوفي كاستينشيولد (بالدنماركية: Sofie Castenschiold)‏ مواليد 1 فبراير 1882 في كوبنهاغن - الوفاة 30 يناير 1979 في هلسينغبورغ، كانت لاعبة كرة مضرب دانمركية. سبق أن شاركت في دورة الألعاب الأولمبية الصيفية وأحرزت الميدالية الفضية.

## الميداليات
| الميدالية | المسابقة                       |
| --------- | ------------------------------ |
| فضية      | الألعاب الأولمبية الصيفية 1912 |

## روابط خارجية
- صوفي كاستينشيولد على موقع الاتحاد الدولي لكرة المضرب (الإنجليزية)
- صوفي كاستينشيولد على موقع اللجنة الأولمبية الدولية (الإنجليزية)
- صوفي كاستينشيولد على موقع أوليمبيديا (الإنجليزية)